# Lasioglossum oenotherae
Lasioglossum oenotherae là một loài Hymenoptera trong họ Halictidae. Loài này được Stevens mô tả khoa học năm 1920.

## Hình ảnh

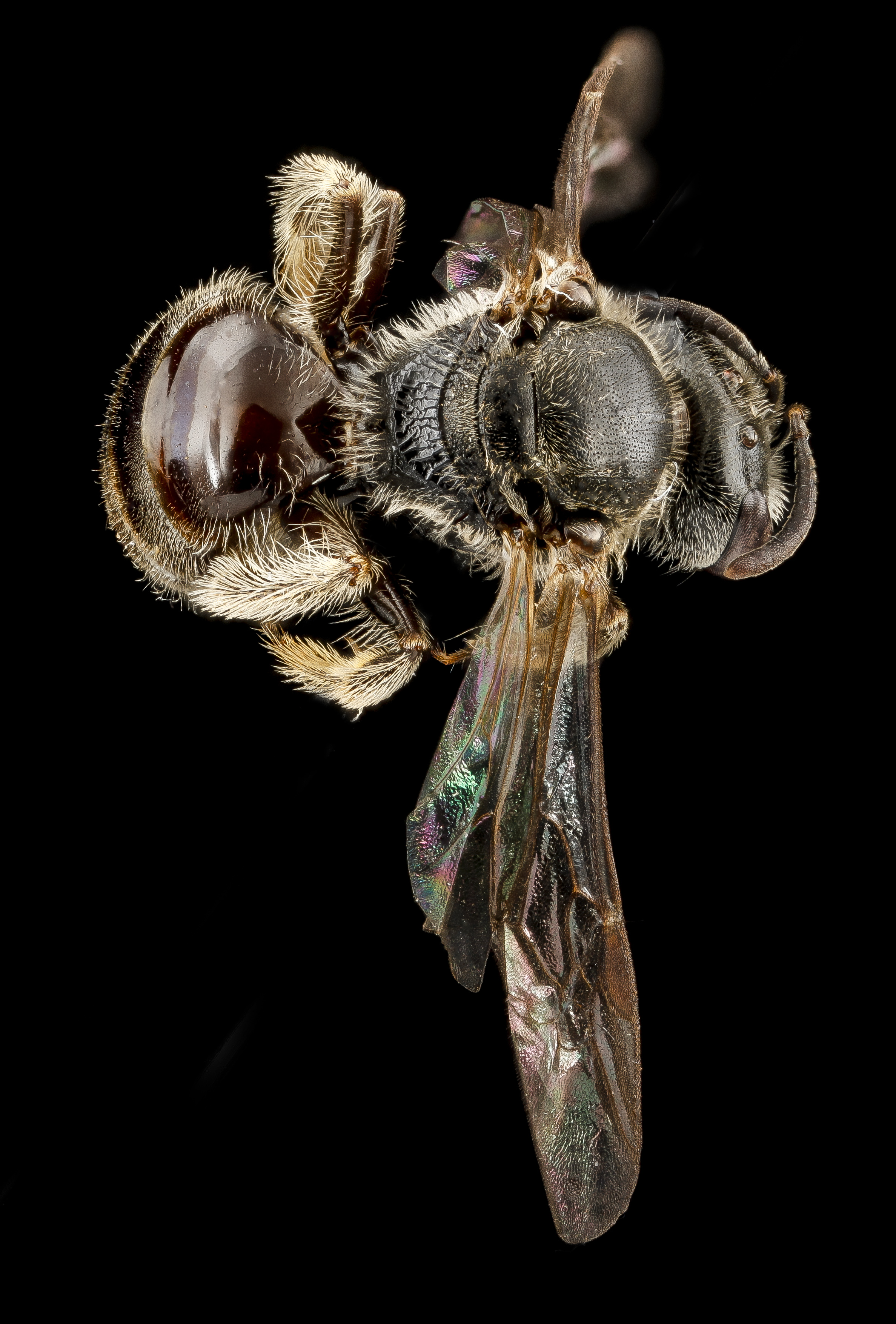
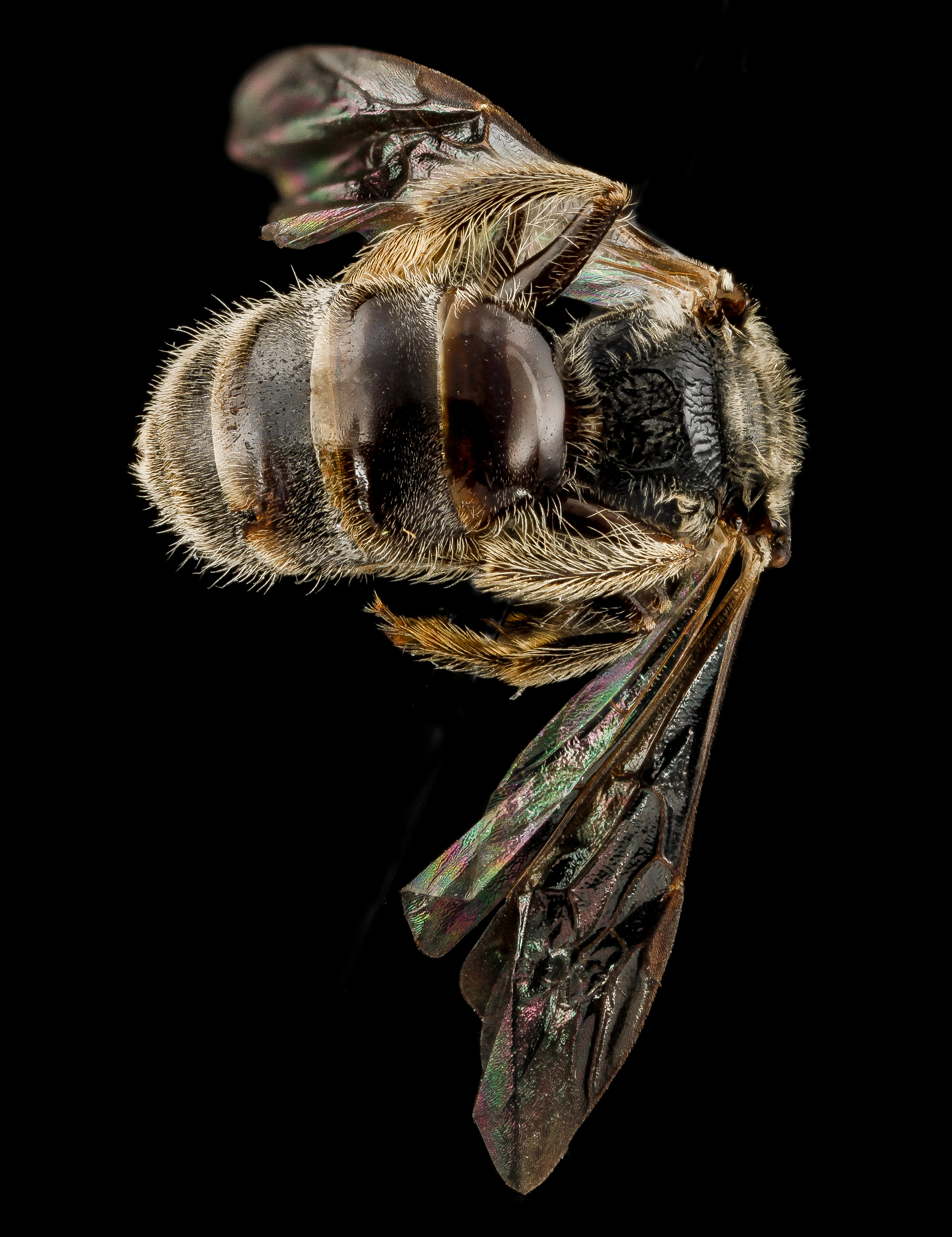
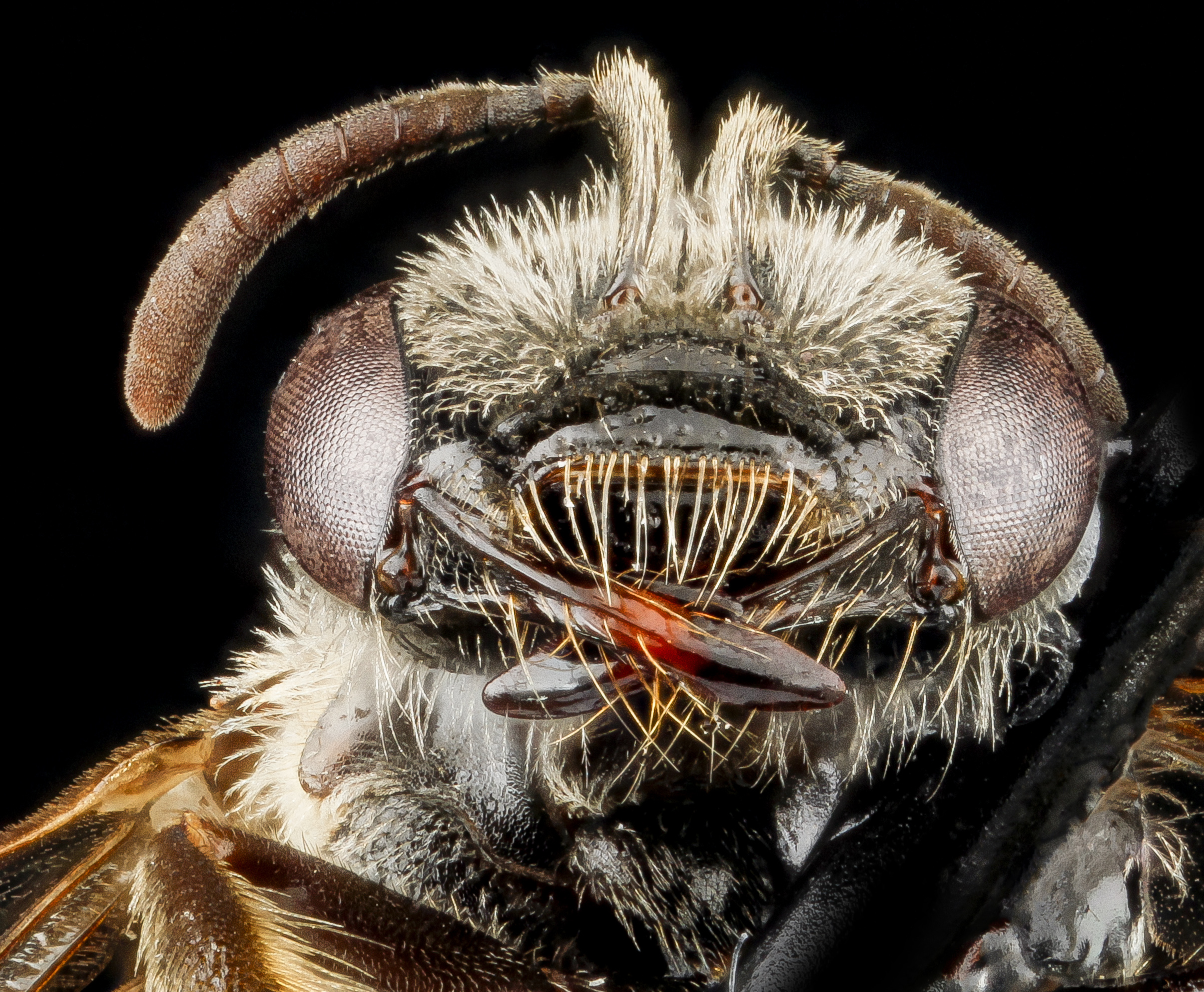